# Антони (футболист, 2001)
Антони Алвес Сантос или Антони (порт. Antony Alves Santos; род. 8 сентября 2001) — бразильский футболист, нападающий клуба «Портленд Тимберс».

## Карьера
В 2020 году стал игроком «Жоинвиля».
В августе 2020 года отправился в аренду в «Коринтианс». Дебютировал за клуб в матче с «Палмейрас».
В августе 2021 года отправился в аренду в клуб «Арока». Дебютировал в Примейре 27 ноября 2021 года в матче с «Боавиштой», забил победный мяч на 92-й минуте.
2 августа 2023 года перешёл в клуб MLS «Портленд Тимберс», подписав контракт до конца сезона 2026 с опцией продления на сезон 2027. В североамериканской лиге дебютировал 26 августа в матче против «Ванкувер Уайткэпс», выйдя на замену на 79-й минуте вместо Кристиана Паредеса. 23 сентября в матче против «Колорадо Рэпидз» забил свой первый гол в MLS.